# Judy Foote
Judy May Foote (nascida em 23 de junho de 1952) é uma política canadense que foi tenente-governadora da província canadense de Terra Nova e Labrador entre 2018 e 2023. Foi a 14ª pessoa no cargo deste que a província se juntou à Confederação Canadense em 1949 e a primeira mulher a ocupar este cargo.